# Haliotis coccoradiata
Haliotis coccoradiata (em inglês reddish-rayed abalone) é uma espécie de molusco gastrópode marinho pertencente à família Haliotidae. Foi classificada por Reeve, em 1846. É nativa do sudoeste do oceano Pacífico, em águas rasas da Austrália.

## Descrição da concha
Haliotis coccoradiata apresenta concha oval e moderadamente funda, com lábio externo pouco encurvado e com visíveis sulcos espirais em sua superfície, atravessados por estrias de crescimento. Chegam de 5 até 7.5 centímetros e são de coloração creme, com manchas ou estrias em zigue-zague de coloração laranja a marrom-avermelhada. Os furos abertos na concha, de 6 a 7, são circulares e pouco elevados. Região interna madreperolada, iridescente, apresentando o relevo da face externa visível.

## Distribuição geográfica
Haliotis coccoradiata ocorre em águas rasas da zona entremarés, entre as rochas, no sudoeste do oceano Pacífico, na costa sudeste da Austrália; entre a região central de Queensland, passando por Nova Gales do Sul e Vitória, até a Tasmânia.